# Grzybówka plamista

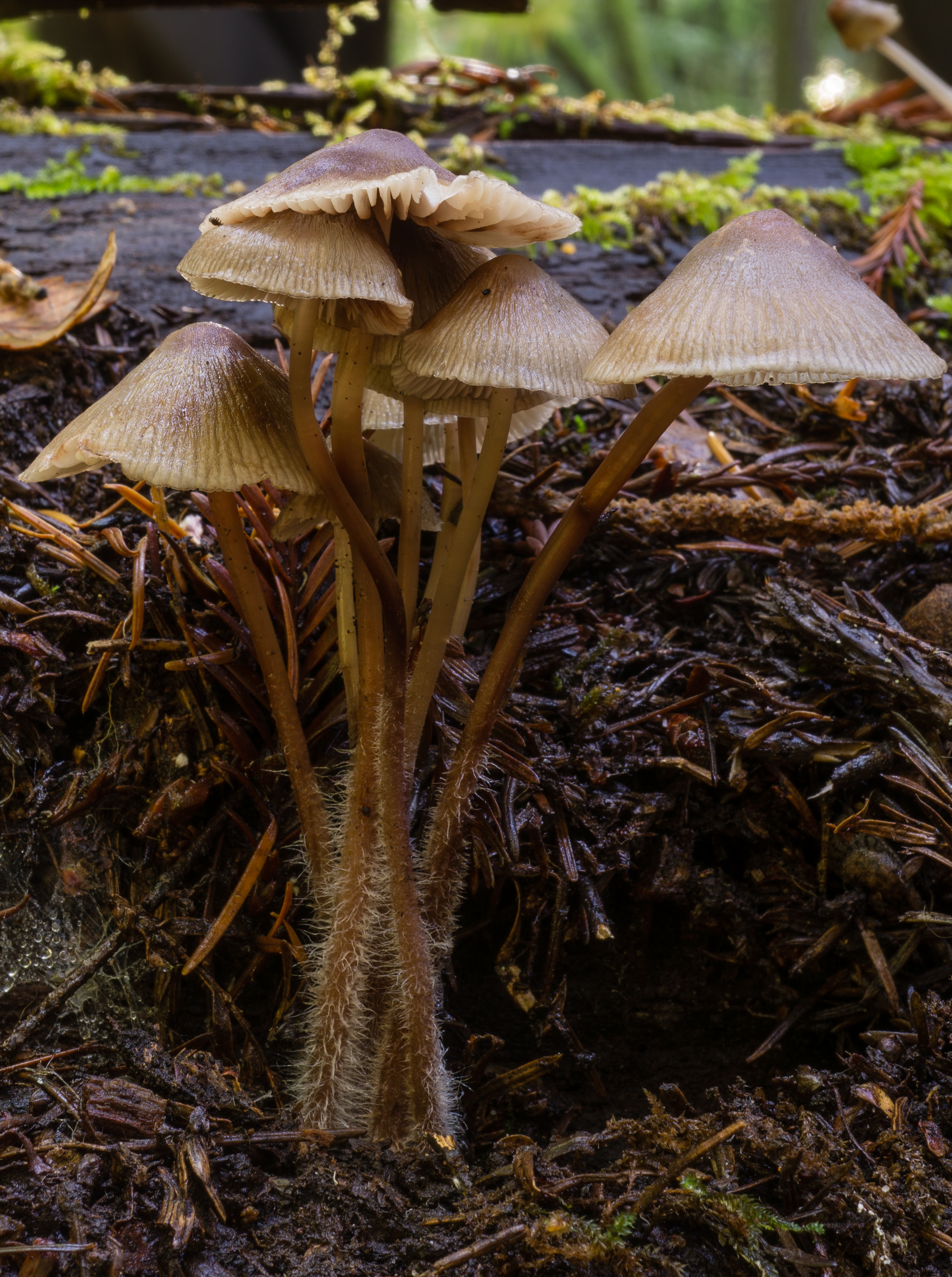

Grzybówka plamista (Mycena maculata P. Karst.) – gatunek grzybów z rodziny grzybówkowatych (Mycenaceae).

## Systematyka i nazewnictwo
Pozycja w klasyfikacji według Index Fungorum: Mycena, Mycenaceae, Agaricales, Agaricomycetidae, Agaricomycetes, Agaricomycotina, Basidiomycota, Fungi.
Takson ten opisał w 1889 r. Petter Karsten. Nazwę polską  nadała mu Maria Lisiewska w 1987 r.

## Morfologia
Kapelusz
Średnica 10–45 mm, początkowo stożkowaty, nieco dzwonkowaty, potem wypukły, przeważnie bez garbka, prześwitująco prążkowany, bruzdkowany. Jest higrofaniczny. Powierzchnia o barwie od bladoszarej do ciemnoszarej, szarobrązowej lub ciemnobrązowej z jaśniejszym brzegiem, czasem z w środku z czerwonawym odcieniem. Z wiekiem pojawiają się czerwonawo-brązowe plamy, które ostatecznie często stają się całkowicie ciemnoczerwono-brązowe z jaśniejszymi brzegami.
Blaszki
W liczbie 20–23 dochodzących do trzonu, sprężyste, twarde, wąsko lub szeroko przyrośnięte, czasami nieco zbiegające z ząbkiem lub bez, o barwie od bladoszarej do szarej z białymi brzegami, z wiekiem pojawiają się czerwono-brązowe plamy.
Trzon
Wysokość 40–80 mm, grubość 1–5 mm, walcowaty, czasami spłaszczony i podłużnie pęknięty, prosty lub nieco zakrzywiony, pusty w środku, często zakorzeniony. Powierzchnia naga, początkowo z białawym wierzchołkiem, poniżej szara do szaro-brązowej, przy podstawie ciemniejsza; od brązowej do czerwonobrązowej, z wiekiem całkowicie czerwono-brązowa. U podstawy gęsto pokryty białymi włókienkami.
Miąższ
Zapach niewyraźny. Smak niewyraźny, nie mączny.
Cechy mikroskopowe
Podstawki 25–40 × 6–10 µm, smukłe, maczugowate, 4-zarodnikowe, ze sterygmami o długości 4–8 µm. Zarodniki 7,5–10 × 4,5–6 µm, pipetowate, lub elipsoidalne, gładkie, amyloidalne. Cheilocystydy (10,5–) 18–40 × 4,5–18 µm, tworzące sterylne pasma, pokryte dość nielicznymi nierówno rozmieszczonymi, grubymi, prostymi lub bardzo rozgałęzionymi, prostymi lub zgiętymi, cylindrycznymi wypukłościami, z których jedna lub dwie mogą być dłuższe od pozostałych (do 20 um długości). Pleurocystyd brak. Trama blaszek dekstrynoidalna. Strzępki w skórce kapelusza o szerokości 1,5–5 µm, nieco zżelatynizowane, przeważnie gładkie, lub pokryte rozrzuconymi brodawkami lub cylindrycznymi naroślami 1–10 × 1–1,5 µm, zakończone głównie komórkami uchyłkowymi. Strzępki w skórce trzonu o szerokości 4–8 µm, gładkie, pokryte naroślami 1–4,5 × 0,5–1,5 um, komórki końcowe o szerokości do 5,5 um i nieco bardziej zwarte. Sprzążki występują w strzępkach wszystkich części grzyba.

## Gatunki podobne
Grzybówka plamista nie zawsze jest to łatwa do zidentyfikowania. Jej nazwa jest nieco zwodnicza, ponieważ czasami może nie mieć czerwono-brązowych plam plam, szczególnie często zdarza się to u młodszych okazów. Może być pomylona z ciemnymi formami grzybówki hełmiastej (Mycena galericulata). Grzybówka ta odróżnia się jednak mikroskopowo; jej strzępki mają tendencję do tworzenia gęstych mas, zarodniki są większe niż u M. maculata, a końcowych komórek w korze trzonu albo brak, albo są bardzo trudne do znalezienia. Ponadto brzeg jej blaszki jest całkowicie sterylny, podczas gdy u M. maculata występują w nim fragmentarycznie podstawki rozrzucone wzdłuż krawędzi blaszki. M. galericulata ma ponadto dość silny mączny smak.
Pewne podobieństwo do grzybówki plamistej może wykazywać także grzybówka bruzdowanotrzonowa (M. polygramma), która również może mieć czerwono-brązowe plamy na blaszkach i w innych miejscach. Ma ona jednak zazwyczaj srebrzystoszary, wzdłużnie rowkowany trzon, gładkie lub gruboziarniste cheilocystydy, szersze zarodniki i bardzo rozgałęzione strzępki w kapeluszu. Grzybówka mydlana (M. inclinata) nie ma winnego posmaku, ma ząbkowany brzeg włosków i silny korzenny zapach.

## Występowanie i siedlisko
Grzybówka plamista  znana jest w Ameryce Północnej, Europie i na Nowej Zelandii. Władysław Wojewoda w zestawieniu grzybów wielkoowocnikowych Polski w 2003 r. przytacza liczne stanowiska. 
Grzyb saprotroficzny. Występuje w lasach i ogrodach, na leżących na ziemi opadłych gałązkach i korze drzew, zarówno liściastych, jak iglastych. Często pod  jodłami i dębem szypułkowym. Owocniki od czerwca do listopada. 